# Біліран
Біліран (себ.: Lalawigan sa Biliran; вар.: Probinsya han Biliran; філ.: Lalawigan ng Biliran) — острівна провінція Філіппін, розташований в східній частині Вісайських островів в регіоні Східні Вісаї. Біліран є однією з найменших та наймолодших провінцій країни. Вона стала незалежною в 1992 році.

## Географія
Географічно провінція розташована на відстані одного кілометру на північ від острова Лейте. Міст-дамба зв'язує ці два острови. Столицею провінції є муніципалітет Навал на західному узбережжі острова. Площа провінції становить 536 км2. З півночі острів омивається водами моря Самар. На північному заході на відстані 30 км розташований острів Масбате.
Острів вулканічного походження. Рельєф гірський з вузькими прибережними зонами. Лише муніципалітети Навал та Кайбіран мають широкі рівнини, що тягнуться на відстань близько 7 кілометрів від берега та придатні для ведення сільського господарства. Найвища точка на острові — гора Суйро, неактивний вулкан. Її висота 1301 метр над рівнем моря (4268 футів).

## Клімат
Клімат провінції немає чіткого сухого сезону. Натомість є інтенсивний сезон дощів, пік якого припадає на грудень.

## Населення
Адміністративно провінція поділяється на 8 муніципалітетів та 132 баранґаї. Населення провінції згідно перепису 2015 року становило 171 612 осіб. Більше 90% населення провінції католики. Основними мовами є себуанська та варайська. Використовуються також тагальська та англійська мови.

## Економіка
Економіка провінції, значною мірою, базується на рибальстві. Виробляють також копру та кокосову олію. До невикористовуваних природних ресурсів відносяться: геотермальна енергія, поклади сірки та гіпсу.